# Iodoéthane
L'iodoéthane ou iodure d'éthyle est un composé organohalogéné de la famille des halogénoalcanes, de formule C2H5I.

## Propriétés
Source.

L'iodoéthane se présente sous la forme d'un liquide incolore à l'odeur éthérée. C'est un liquide inflammable, très volatil dont les vapeurs peuvent former des mélanges explosifs avec l'air au-dessus de son point d'éclair (53 °C). Il est très peu soluble dans l'eau, plus lourd qu'elle et s'y décompose lentement. Au contact de l'air, et en particulier exposé à la lumière, il se décompose et vire ou jaune ou au rougeâtre du fait de l'iode dissout. Il peut être stabilisé avec de l'argent, du cuivre ou de l'éthanol pour éviter la décomposition, mais même dans ces conditions, les échantillons ne peuvent être conservés plus d'une année.
Il présente des risques d'explosion au contact du fluor, du sodium et du chlorite d'argent. Il réagit également dangereusement avec les oxydants forts, les réducteurs, l'eau, les métaux et le mélange phosphore/éthanol.

## Synthèse
L'iodoéthane peut être préparé par réaction entre l'éthanol et le diiode en présence de phosphore rouge. L'iode se dissout dans l'éthanol où il réagit avec le phosphore solide pour former le triiodure de phosphore qui doit être formé in situ car il est instable.
C2H5OH + PI3 → 3 C2H5I + H3PO3
La température est contrôlée durant le processus et le produit brut est ensuite purifié par distillation.
Il peut également être produit par addition d'iodure d'hydrogène à l'éthylène.
CH2=CH2 + HI → CH3CH2I
Il peut enfin être préparé par réaction entre l'acide iodhydrique et l'éthanol, en distillant l'iodoéthane formé.

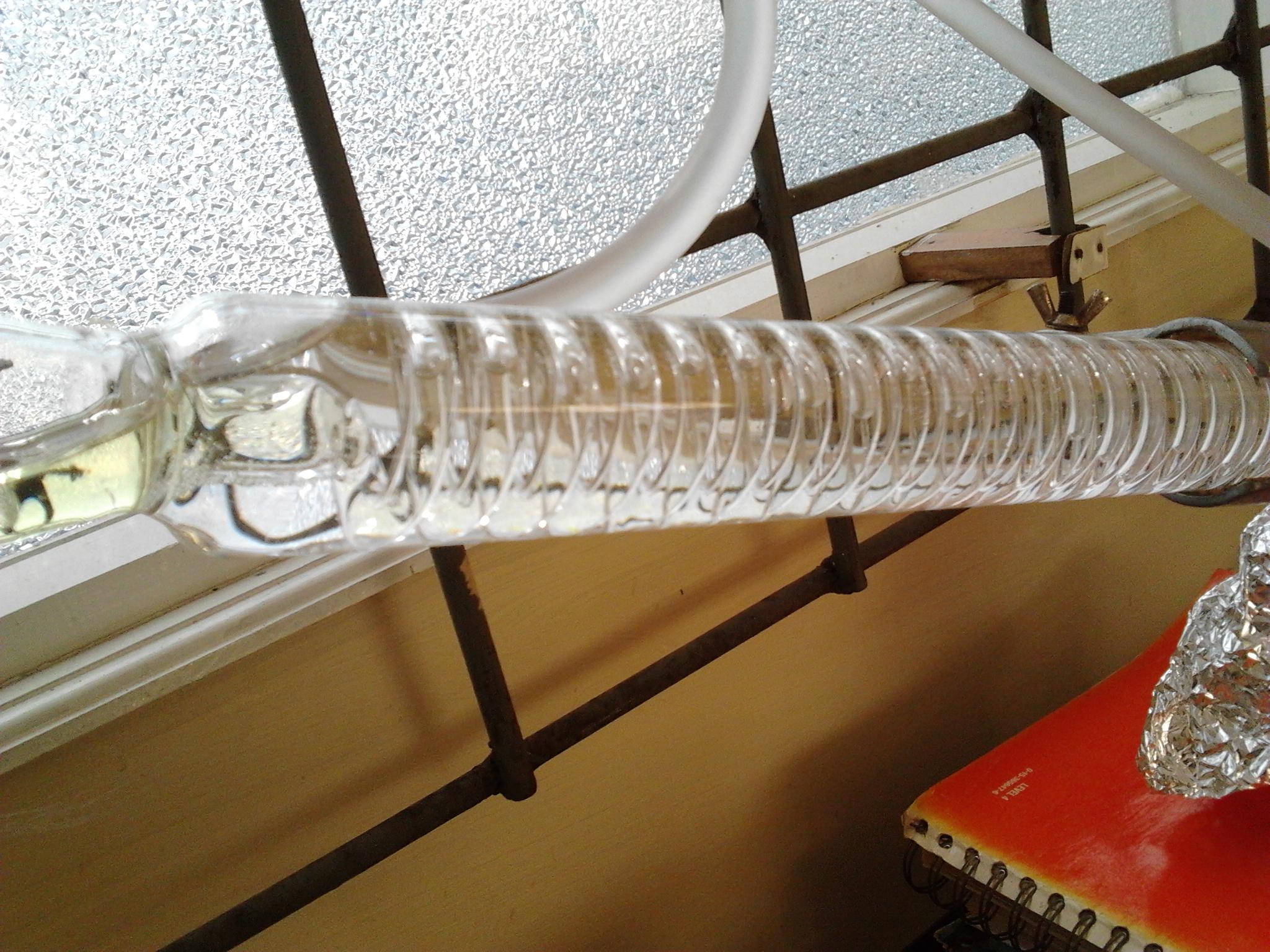
Distillation de l'iodoéthane. Il apparaît verdâtre du fait de décomposition.

## Utilisations
Du fait que l'iode est un bon groupe partant, l'iodoéthane est un excellent agent éthylant. Il est également utilisé comme promoteur de radicaux d'hydrogène.
L'iodoéthane a été utilisé pour réaliser des expériences en phase gazeuse afin d'enregistrer des spectres de photoélectrons dans l'ultraviolet extrême (XUV).